# Jim Turner (politico)
James Turner, detto Jim (Fort Lewis, 6 febbraio 1946), è un politico statunitense, membro della Camera dei Rappresentanti per lo stato del Texas dal 1997 al 2005.

## Biografia
Nato a Fort Lewis, Turner si laureò in giurisprudenza all'Università del Texas ad Austin e divenne avvocato per poi aprire uno studio legale.
Entrato in politica con il Partito Democratico, tra il 1981 e il 1984 fu membro della Camera dei rappresentanti del Texas, la camera bassa della legislatura statale. Tra il 1989 e il 1991 fu sindaco di Crockett e poi membro del Senato del Texas fino al 1996.
In quell'anno fu eletto deputato alla Camera dei Rappresentanti nazionale, succedendo al compagno di partito Charlie Wilson. Negli anni successivi venne riconfermato dagli elettori per altri tre mandati, finché nel 2004 il suo distretto congressuale fu smantellato e le porzioni di territorio da lui rappresentate vennero ridistribuite in circoscrizioni più favorevoli ai repubblicani. Turner, pur essendo un democratico moderato, decise di non ricandidarsi in un'altra circoscrizione e abbandonò il Congresso dopo otto anni di permanenza.
Dopo aver lasciato il seggio, tornò a lavorare come avvocato.